# Gustavsbergs IF/BK
Gustavsbergs IF BK är Gustavsbergs IF:s bandysektion, från orten Gustavsberg i Värmdö kommun i Sverige. Gustavsbergs IF bildades 1906 och är mest känd för sina framgångar i bandy för herrar. Bandylaget spelar sina hemmamatcher på Ekvallen och har spelat i Allsvenskan. Men säsongen 2010/11 hamnade herrlaget näst sist i serien och flyttades ner till division 1.
Gustavsberg IF BK har även ett farmarlag som spelar i Division 2 som heter BK Berget.